# Danh sách kiểu núi
Núi có thể được biểu thị đặc điểm theo một số cách khác nhau:
- Theo kiểu dung nham và lịch sử phun trào: núi lửa
- Theo hình dáng bên ngoài: núi định hình từ các quá trình băng hà
- Theo kiểu đá hình thành nên núi

## Núi lửa/Địa mạo núi lửa
- Hõm chảo
- Nón tro
- Núi lửa phức
- Núi lửa băng
- Khe nứt phun
- Núi ngầm chỏm phẳng/chóp phẳng
- Vòm dung nham
- Núi lửa bùn
- Vòm bánh kếp
- Núi lửa dạng khiên đá vụn
- Núi lửa hình khiên
- Núi lửa dạng tầng
- Núi lửa dưới nước
- Đồi dưới sông băng
- Núi lửa dưới sông băng
- Núi lửa dưới biển
- Siêu núi lửa
- Núi lửa somma
- Miệng núi lửa
- Nút núi lửa

## Núi do xói mòn băng hà
- Đỉnh dạng tháp
- Arête
- Nunatak

## Kiểu đá
- Đá mácma
- Đá biến chất
- Đá trầm tích

## Những kiểu núi khác
- Núi uốn nếp
- Núi khối tảng
- Đồi sót
- Núi ngầm
- Vòm
- Dãy núi